# Île des Cormorans
L'Île des cormorans est une île fluviale française de la Marne située sur le territoire communal de Chennevières-sur-Marne (Val-de-Marne).